# Pourquoi Benerdji s'est-il suicidé ?
Pourquoi Benerdji s'est-il suicidé ? (Benerci Kendini Niçin Öldürdü?) est un long poème de l'écrivain turc Nâzım Hikmet écrit entre 1930 et 1932.

## Sujet
Le poème raconte l'histoire d'un militant communiste indien à Calcutta. Luttant contre l'impérialisme britannique, il se retrouve à faire face à l'idée du suicide.

## Publication
Le poème est publié à Istanbul en 1932.
Il est traduit en français par Münevver Andaç et publié aux éditions de Minuit en 1980. 
Il est réédité chez Aden en 2005, avec un texte de Maxime Rodinson sur l'auteur en préface. 

## Adaptation pour le théâtre
Le dramaturge et scénariste Mehmet Ulusoy (1942-2005) l'adapte pour le théâtre, et met la pièce en scène, avec une scénographie de Michel Launay, au Festival d'Avignon (au Cloître des Carmes), en 1980. Elle est représentée en 2005 à la Cartoucherie.